# BELLATOR JAPAN
BELLATOR JAPAN（ベラトール ジャパン、英:Bellator Japan/237: Fedor vs. Rampage）は、アメリカ合衆国の総合格闘技団体である「Bellator MMA」と日本の総合格闘技団体である「RIZIN FIGHTING FEDERATION」が共同で主催した大会。
2019年12月29日に埼玉県さいたま市のさいたまスーパーアリーナにて開催された。

## 概要
PRIDEで「60億分の1の男」と呼ばれヘビー級絶対王者として君臨したエメリヤーエンコ・ヒョードルが日本における自身最後の試合としてクイントン・“ランペイジ”・ジャクソンとBellator側のメインイベント（第6試合）で対戦した。
1～6試合目までは、Bellator契約選手とRIZIN契約選手との混合となっており、7試合目からメインの14試合目までは、RIZINがBellatorの大会開催に協力して用意した『RIZIN提供試合』となっている。
大会の模様は、第1試合～6試合までパラマウント・ネットワークにより全米で生中継された。日本ではスカパー!、GYAO!で第14試合目まで全試合が生中継された。DAZNでは6試合目まで中継された。また、一部試合がディレイで大晦日にフジテレビで放送された。なお、Bellator側ではBellatorの大会としてナンバリングされており、興行名が「Bellator 237」となっている。

## 対戦カード
第1試合 ユニファイドルール RIZIN×BELLATOR対抗戦 先鋒戦 71.6㎏契約ワンマッチ 5分3R
○  ゴイチ・ヤマウチ vs.  ダロン・クルックシャンク ×
1R 3:11 リアネイキッドチョーク
第2試合 ユニファイドルール RIZIN×BELLATOR対抗戦 次鋒戦 フライ級（56.7㎏）契約ワンマッチ 5分3R
×  イララ・ジョアニ vs.  渡辺華奈 ○
3R 4:39 TKO（パウンド）
第3試合 ユニファイドルール RIZIN×BELLATOR対抗戦 中堅戦 78.7㎏契約ワンマッチ 5分3R
○  ロレンズ・ラーキン vs.  中村K太郎 ×
3R終了 判定3-0
第4試合 ユニファイドルール 78.5㎏契約ワンマッチ 5分3R
○  マイケル・ペイジ vs.  安西信昌 ×
2R 0:23 KO（右フック）
第5試合 ユニファイドMMAルール 72.5㎏契約ワンマッチ 5分3R
○  マイケル・チャンドラー vs.  シドニー・アウトロー × 
1R 2:59 KO（右ストレート）
第6試合 ユニファイドMMAルール ヘビー級ワンマッチ 5分3R
○  エメリヤーエンコ・ヒョードル vs.  クイントン・“ランペイジ”・ジャクソン  ×
1R 2:44 TKO（右ストレート）
第7試合 RIZIN MMAルール 120.0㎏契約ワンマッチ 5分3R 肘あり
○  シビサイ頌真 vs.  セルゲイ・シュメトフ ×
1R 0:49 アキレス腱固め
第8試合 RIZIN MMAルール 77.0㎏契約ワンマッチ 5分3R 肘あり
×  住村竜市朗 vs.  ジョン・タック ○
1R 3:46 KO（スタンドパンチ）
第9試合 RIZIN 女子MMAルール 49.0㎏契約ワンマッチ 5分3R
×  アンディ・ウィン vs.  あい ○
3R終了 判定1-2
第10試合 RIZIN MMAルール 58.0㎏契約ワンマッチ 5分3R 肘あり
×  中村優作 vs.  神龍誠 ○
3R終了 判定0-3
第11試合 RIZIN キックボクシングルール 68.0㎏契約ワンマッチ 3分3R
○  平本蓮 vs.  芦田崇宏 ×
1R 2:45 TKO（3ノックダウン）
第12試合 RIZIN MMAルール 53.0㎏契約ワンマッチ 5分3R 肘あり
×  越智晴雄 vs.  ジャレッド・ブルックス ○
3R終了 判定0-3
第13試合 RIZIN 女子MMAルール 49.0㎏契約ワンマッチ 5分3R 肘あり
○  浅倉カンナ vs.  ジェイミー・ヒンショー ×
3R 3:33 キムラロック
第14試合 RIZIN MMAルール 71.0㎏契約ワンマッチ 5分3R 肘あり
○  矢地祐介 vs.  上迫博仁 ×
3R 4:33 TKO（サッカーボールキック）